# Voort (Heusden-Zolder)
Voort is een gehucht in het uiterste oosten van de Belgische deelgemeente Zolder, tussen de plaatsen Berkenbos en Lillo in.
Hoewel het gehucht, dat ten noorden van de Mangelbeekvallei is gelegen, weinig huizen omvat, is ze van belang omdat zich hier, aan de Koolmijnlaan, de zetel van de Steenkoolmijn van Zolder werd gevestigd. Een groot aantal mijngebouwen is bewaard gebleven.

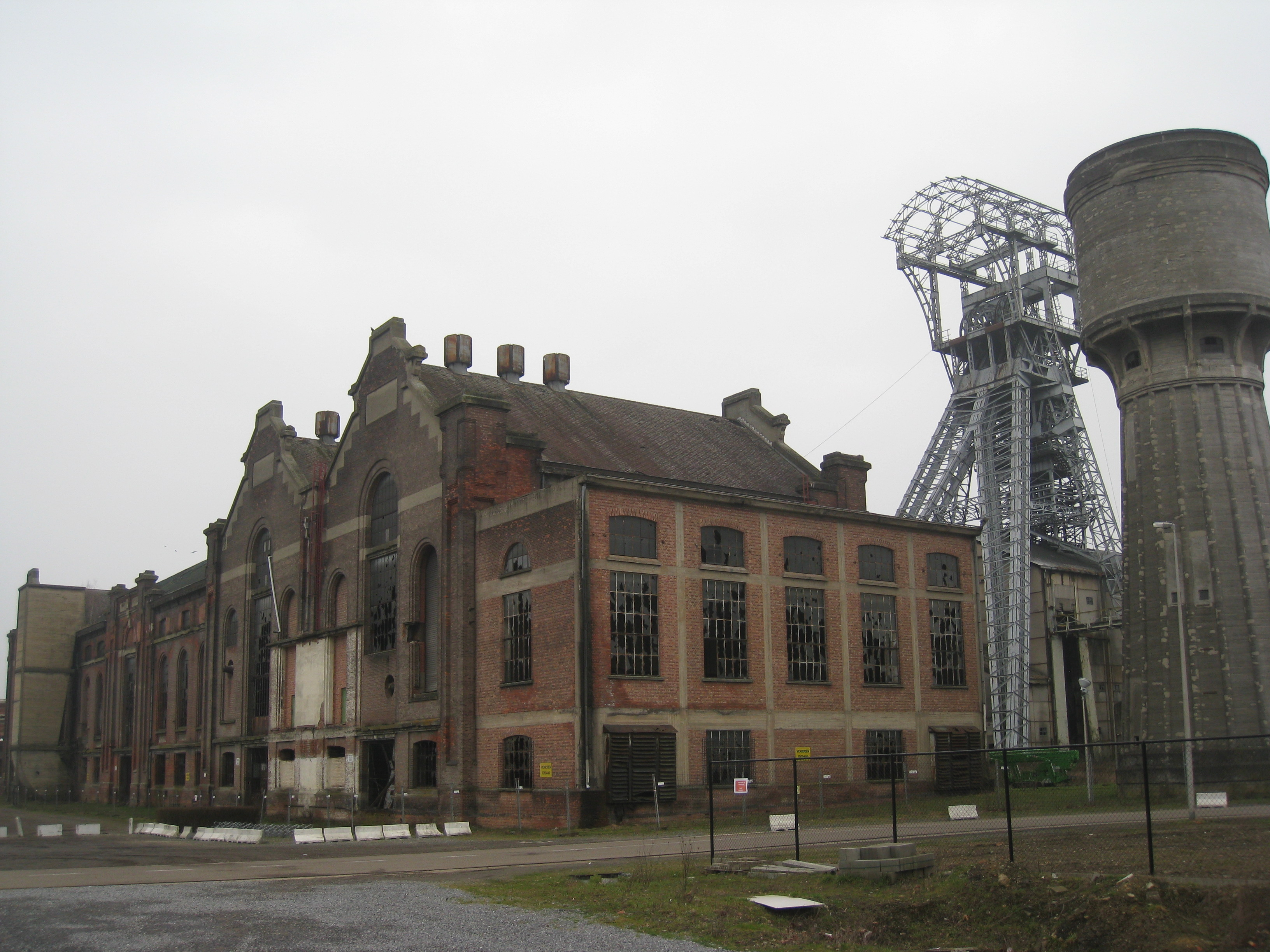
Ensemble van bovengrondse mijninstallaties